# Synagoge (Blovice)

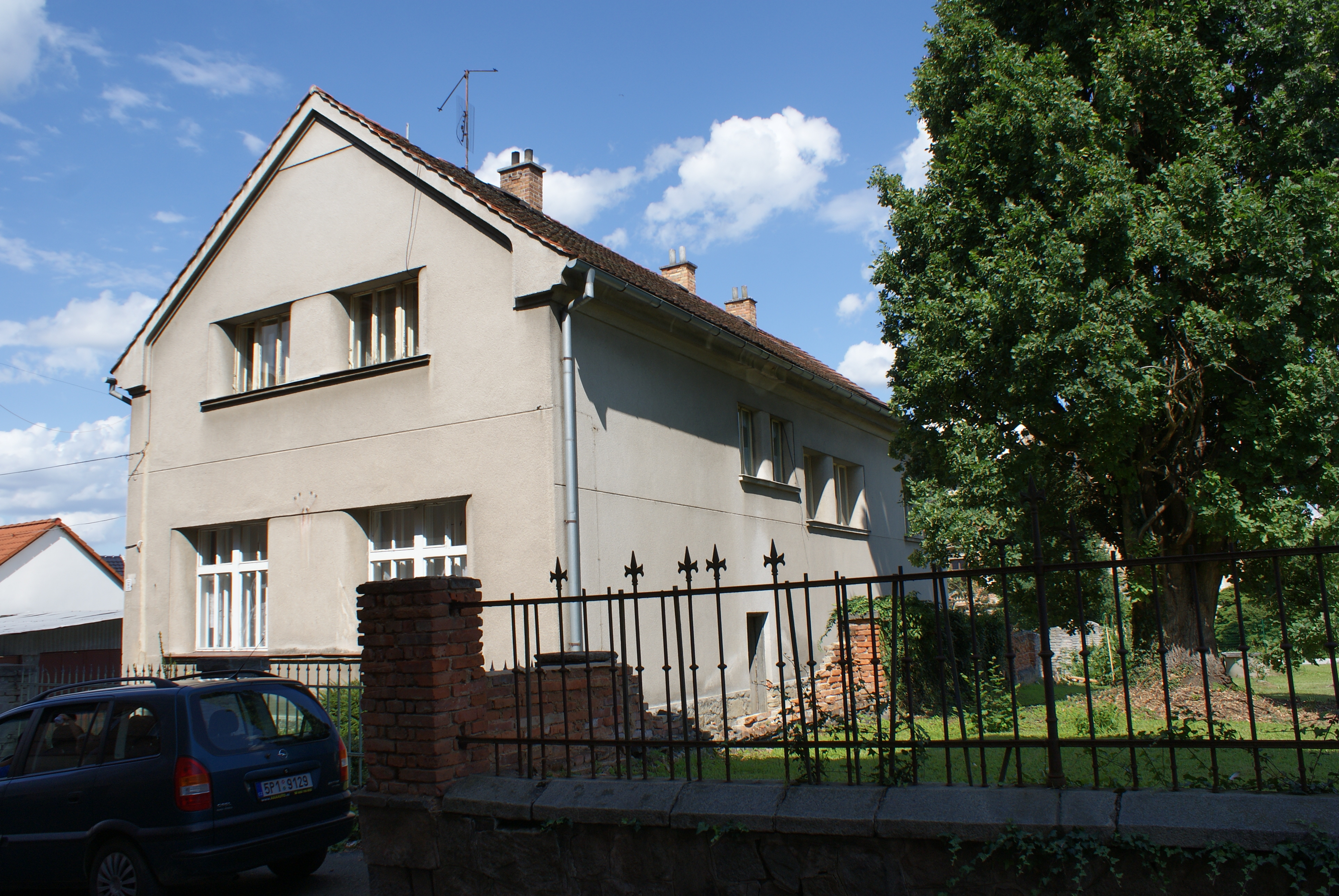
Ehemalige Synagoge (2012)

Die Synagoge in der tschechischen Kleinstadt Blovice im Okres Plzeň-jih in der Region Pilsen wurde 1904 erbaut und ersetzte eine hölzerne Synagoge von 1683.

## Beschreibung
Das Gebäude wurde nach der Vernichtung der jüdischen Bevölkerung im Holocaust nach 1950 völlig umgebaut und als Bibliothek, Wohn-, Büro- und Lagerhaus genutzt. Nur die äußere Struktur des langgestreckten Gebäudes ist noch erhalten.
Auf einem Foto von 1934 kann man die ursprüngliche Form erkennen. Die Synagoge hatte Rundbogenfenster. Diese wurden durch einfache, rechteckige Fenster ersetzt. Der Giebel wurde völlig neu gestaltet. Alle Ornamente wie die kleinen Ecktürmchen und die Gesetzestafeln an der Spitze wurden beseitigt. Das jetzige Giebeldach und die Fenster im ersten Stockwerk weisen auf zusätzliche Wohn- oder Büroräume hin.